# Абеальцу-Филигоса
Группа культур Абеальцу-Филигоса (Abealzu-Filigosa) — археологические культуры, существовавшие на Сардинии параллельно краткое время в медном веке, в 2600—2400 гг. до н. э. В основном являются продолжением неолитической культуры Оциери, и нередко рассматриваются как заключительные этапы её развития.
- название культуры Абеальцу происходит от населённого пункта вблизи г. Макомер; данная культура представлена на юге Сардинии.
- название культуры Филигоса (не следует путать с одноимённой гробницей у Макомера) происходит от местности около г. Озило; данная культура представлена в северной части Сардинии.

Культуры владели металлообработкой, изготавливали предметы из меди (например, кинжалы) и серебра, а также делали сплавы. Обе культуры строили гробницы типа Домус-де-Джанас. Кроме того, культура Филигоса участвовала в достройке Сардинского зиккурата.
Основное различие между двумя данными субкультурами состоит в том, как они украшали свою керамику.
Типичным украшением сосудов типа Абеальцу является женская грудь. В раскопках поселений данной культуры обнаружены женские фигуры из мрамора с поднятыми руками. С данной культурой археологи также связывают сооружение менгиров (стоячих камней), а также первых антропоморфных менгиров-статуй.
Сосуды культуры Филигоса — небольшие, в основном обнаружены в могилах, имеют простые украшения или вовсе не имеют украшений. Наряду с ними данная культура изготавливала обсидиановые наконечники для стрел, изделия из раковин, цепочки и др.